# Кости (4-й сезон)
Четвёртый сезон американского детективного телесериала «Кости» о судебных антропологах из ФБР с Эмили Дешанель и Дэвидом Борианазом в главных ролях. Четвёртый сезон, премьера которого состоялась на канале Fox 3 сентября 2008 года, а заключительная серия вышла 14 мая 2009 года, состоит из 26 эпизодов.

## В ролях

### Основной состав
- Эмили Дешанель — доктор Темперанс «Кости» Бреннан
- Дэвид Борианаз — специальный агент Сили Бут
- Микаэла Конлин — Энджела Монтенегро
- Томас Джозеф Тайн — доктор Джек Ходжинс
- Тамара Тейлор — доктор Кэмилла «Кэм» Сароян
- Джон Фрэнсис Дейли — доктор Лэнс Свитс

### Второстепенный состав
- Дэвид Гринман — Маркус Гайер
- Патриция Белчер — Кэролайн Джулиан
- Брендан Фер — Джаред Бут
- Мариса Куглан — специальный агент Пэйтон Перотта
- Николь Хилц — Рокси Лион
- Таппенс Мидлтон — Вера Уотерхаус
- Эрик Миллеган — доктор Зак Эдди
- Райан О’Нил — Макс Кинан
- Тай Паниц — Паркер Бут
- Стивен Фрай — доктор Гордон Уайатт
- Билли Гиббонс — отец Энджелы
- Дирдри Лавджой — Хитер Таффет

Интерны:
- Юджин Бирд — доктор Кларк Эдисон
- Райан Картрайт — Винсент Найджел-Мюррей
- Майкл Грант Терри — Венделл Брэй
- Карла Галло — Дэйзи Вик
- Джоэл Дэвид Мур — Колин Фишер
- Педж Вахдат — Арасту Вазири
- Майкл Бадалукко — Скотт Старрет

## Эпизоды
| № общий | № в сезоне | Название                                                                       | Режиссёр            | Автор сценария                 | Дата премьеры    | Произв. код | Зрители в США (млн) |
| --- | ---------- | ------------------------------------------------------------------------------ | ------------------- | ------------------------------ | ---------------- | ----------- | ------------------- |
| 59 | 1          | «Yanks in the U.K. (Part 1)» «Янки в Англии (Часть I)»                         | Йен Тойнтон         | Харт Хэнсон и Карин Розенталь  | 3 сентября 2008  | 3AKY17      | 9,17                |
| Бреннан и Бут отправляются в Британию и помогают британским полицейским в расследовании смерти богатой блондинки-американки, которая встречалась с сыном герцога. Первое появление Грейсона Барасы                                                                                     |            |                                                                                |                     |                                |                  |             |                     |
| 60 | 2          | «Yanks in the U.K. (Part 2)» «Янки в Англии (Часть II)»                        | Йен Тойнтон         | Стефан Нейтан и Скотт Уильямс  | 3 сентября 2008  | 3AKY18      | 10,22               |
| Бреннан и Бут расследуют смерть британского антрополога, взорвавшегося в своей квартире. Возможно, это связано со стройкой на месте раскопок. |            |                                                                                |                     |                                |                  |             |                     |
| 61 | 3          | «Man in the Outhouse» «Замоченный в сортире»                                   | Стивен ДеПол        | Карла Кеттнер и Марк Лиссон    | 10 сентября 2008 | 3AKY16      | 8,91                |
| Водитель-дальнобойщик останавливается зайти в кабинку на обочине. В выгребной яме труп ведущего телешоу, разоблачавшего бабников. Интерн: Дейзи Вик. |            |                                                                                |                     |                                |                  |             |                     |
| 62 | 4          | «The Finger in the Nest» «Палец в гнезде»                                      | Джефф Вулно         | Лайла Оливер                   | 17 сентября 2008 | 3AKY19      | 9,71                |
| Бут гуляет с сыном в парке и находит в гнезде палец, который принадлежал ветеринару. Кто виноват в его смерти? Человек, желающий ему зла? Или один из его "клиентов"? Интерн: самый пожилой интерн доктора Бреннан                                                                     |            |                                                                                |                     |                                |                  |             |                     |
| 63 | 5          | «The Perfect Pieces in the Purple Pond» «Совершенные куски в фиолетовом пруду» | Жанно Шварц         | Джош Берман                    | 24 сентября 2008 | 4AKY01      | 9,61                |
| Парочка находит на заброшенной фабрике тело, плавающее в грязной жидкости. Это мужчина, который пытался вылечиться от фобии грязи. Интерн: Уэндал Брей. |            |                                                                                |                     |                                |                  |             |                     |
| 64 | 6          | «The Crank in the Shaft» «Стерва в шахте»                                      | Стивен ДеПол        | Элизабет Бенджамин             | 1 октября 2008   | 3AKY20      | 9,82                |
| На голову людей в лифте падает отрубленная женская нога. Интерн: Колин Фишер. |            |                                                                                |                     |                                |                  |             |                     |
| 65 | 7          | «The He in the She» «Он в ней»                                                 | Крейг Росс мл.      | Карина Ксолтай                 | 8 октября 2008   | 3AKY15      | 10,34               |
| Найдено тело утопленницы, трудившейся священником на далеком острове. Интерн: Винсент Найджел-Мюррей. |            |                                                                                |                     |                                |                  |             |                     |
| 66 | 8          | «The Skull in the Sculpture» «Череп в скульптуре»                              | Аллан Крокер        | Джанет Лин                     | 5 ноября 2008    | 4AKY03      | 10,09               |
| Создатель современного искусства ваяет скульптуры из машин, отправляя их под пресс. Его тело находят в багажнике одной из таких машин. Анджела встречает свою старую подругу. Интерн: Дейзи Вик.                                                                                       |            |                                                                                |                     |                                |                  |             |                     |
| 67 | 9          | «The Con Man in the Meth Lab» «Мошенник в нарколаборатории»                    | Эллисон Лидди-Браун | Карин Розенталь                | 12 ноября 2008   | 4AKY04      | 10,87               |
| Проводя учения с гранатомётом, полиция находит труп человека, который за несколько дней явился в качестве пропавшего отца к неудачливому изобретателю. Появляется младший брат Бута. Интерн: Кларк Эдисон.                                                                             |            |                                                                                |                     |                                |                  |             |                     |
| 68 | 10         | «The Passenger in the Oven» «Пассажир в духовке»                               | Стивен ДеПол        | Карла Кеттнер                  | 19 ноября 2008   | 4AKY05      | 10,73               |
| Бут и Бреннан летят в Шанхай трансконтинентальным рейсом, и на кухне самолета в микроволновке найдено тело. |            |                                                                                |                     |                                |                  |             |                     |
| 69 | 11         | «The Bone That Blew» «Кости, принесенные ветром»                               | Джессика Ландау     | Карла Кеттнер                  | 26 ноября 2008   | 4AKY02      | 9,76                |
| На дереве находят кости бывшего морского пехотинца, который работал нянькой у миллионера. Отец Бреннан устраивается работать в университет. Интерн: Уэнделл Брей |            |                                                                                |                     |                                |                  |             |                     |
| 70 | 12         | «Double Trouble in the Panhandle» «Двойные проблемы на нейтральной полосе»     | Дуайт Литтл         | Лайла Оливер                   | 22 января 2009   | 4AKY06      | 9,97                |
| На шоссе между двумя штатами находят труп сиамских близнецов. Бреннан и Бут отправляются в цирк. Интерн: Винсент Найджел-Мюррей. |            |                                                                                |                     |                                |                  |             |                     |
| 71 | 13         | «Fire in the Ice» «Огонь во льду»                                              | Чад Лоу             | Скотт Уильямс                  | 22 января 2009   | 4AKY07      | 7,52                |
| Убит соперник Бута по хоккейной команде. Первым подозреваемым становится Бут. Интерн: Уэнделл Брей. |            |                                                                                |                     |                                |                  |             |                     |
| 72 | 14         | «The Hero in the Hold» «Герой в трюме»                                         | Йен Тойнтон         | Джанет Лин и Карин Розенталь   | 5 февраля 2009   | 4AKY08      | 10,76               |
| Могильщик похитил Бута. Бут пытается выбраться при помощи призрака-капрала, который был убит во время военных действий. |            |                                                                                |                     |                                |                  |             |                     |
| 73 | 15         | «The Princess and the Pear» «Принцесса и груша»                                | Стивен ДеПол        | Мэттью Донлан и Джереми Мартин | 19 февраля 2009  | 4AKY09      | 9,50                |
| Находят труп девушки, которая участвовала в фэнтези-конвенции и владела раритетным мечом короля Артура — реквизитом из первого фэнтези-фильма. Интерн: Колин Фишер. |            |                                                                                |                     |                                |                  |             |                     |
| 74 | 16         | «The Bones That Foam» «Пенящиеся кости»                                        | Дэвид Борианаз      | Элизабет Бенджамин             | 12 марта 2009    | 4AKY10      | 9,55                |
| На пляже находят кости, которые начинают растворяться от химикатов. Они принадлежат торговцу автомобилями. Интерн: Винсент Найджел-Мюррей. |            |                                                                                |                     |                                |                  |             |                     |
| 75 | 17         | «The Salt in the Wounds» «Соль на ране»                                        | Стивен ДеПол        | Карла Кеттнер и Джош Берман    | 19 марта 2009    | 4AKY11      | 10,19               |
| При перевозке соли находят тело девушки-спортстменки, которая, как и её подруги, была беременна. Интерн: Арасту Вазири. |            |                                                                                |                     |                                |                  |             |                     |
| 76 | 18         | «The Doctor in the Den» «Доктор в пасти»                                       | Йен Тойнтон         | Джанет Лин и Карин Розенталь   | 2 апреля 2009    | 4AKY12      | 8,98                |
| В зоопарке находят скелет врача, съеденного животными. Он оказывается бывшим возлюбленным Кэм. Интерн: Кларк Эдисон. |            |                                                                                |                     |                                |                  |             |                     |
| 77 | 19         | «The Science in the Physicist» «Наука в физике»                                | Брэд Тёрнер         | Карина Ксолтай                 | 9 апреля 2009    | 4AKY13      | 8,88                |
| Кусок метеорита в костях приводит расследование в научный институт, полный гениев, весьма неразборчивых в сексуальных связях. В то же время приезжает отец Энжелы. Интерн: Винсент Найджел-Мюррей.                                                                                     |            |                                                                                |                     |                                |                  |             |                     |
| 78 | 20         | «Cinderella in the Cardboard» «Золушка в картоне»                              | Стивен ДеПол        | Карла Кеттнер и Джош Берман    | 15 апреля 2009   | 4AKY14      | 10,76               |
| Тело девушки, которая на днях собиралась выйти замуж и при этом ходила на свидания через службу знакомств, найдено в картоне. Интерн: Уэнделл Брей. |            |                                                                                |                     |                                |                  |             |                     |
| 79 | 21         | «Mayhem on a Cross» «Погром на кресте»                                         | Джефф Вулно         | Дин Лопата                     | 16 апреля 2009   | 4AKY15      | 8,72                |
| На концерте метал-группы в Норвегии со сцены полиция снимает реквизит — скелет человека. Интерн: Кларк Эдисон. |            |                                                                                |                     |                                |                  |             |                     |
| 80 | 22         | «The Double Death of the Dearly Departed» «Двойная смерть дорогого усопшего»   | Милан Чейлов        | Крейг Сильверстейн             | 20 апреля 2009   | 4AKY16      | 8,38                |
| Бреннан отправляется на похороны коллеги по институту, умершего от инфаркта, и, прощаясь с покойным, находит в гробу нечто подозрительное. |            |                                                                                |                     |                                |                  |             |                     |
| 81 | 23         | «The Girl in the Mask» «Девушка в маске»                                       | Йен Тойнтон         | Майкл Петерсон                 | 23 апреля 2009   | 4AKY17      | 8,22                |
| Бута просит помочь его друг Кен Накамура, полицейский из Японии, который волнуется о своей пропавшей сестре. |            |                                                                                |                     |                                |                  |             |                     |
| 82 | 24         | «The Beaver in the Otter» «Бобёр в выдре»                                      | Брэд Тёрнер         | Скотт Уильямс                  | 30 апреля 2009   | 4AKY18      | 8,83                |
| Спортивная команда колледжа похитила выдру - «талисман» другой команды - и расстреляла её из пушки. Внутри оказался труп. Интерн: Арасту Визири. |            |                                                                                |                     |                                |                  |             |                     |
| 83 | 25         | «The Critic in the Cabernet» «Критик в каберне»                                | Кевин Хукс          | Стефон Нейтан                  | 7 мая 2009       | 4AKY19      | 8,62                |
| Тело известного винного критика обнаружено в бочке вина. Тем временем Бреннан просит, чтобы Бут стал отцом её ребёнка. От шока у Бута начинаются галлюцинации, и он повсюду видит Стьюи Гриффина. У Бута обнаруживают опухоль мозга и ему срочно делают операцию. Интерн: Колин Фишер. |            |                                                                                |                     |                                |                  |             |                     |
| 84 | 26         | «The End in the Beginning» «Конец в начале»                                    | Йен Тойнтон         | Харт Хэнсон                    | 14 мая 2009      | 4AKY20      | 8,70                |
| Все персонажи сериала изменились. Бут и Бреннан — супруги и владельцы бара, который находится на месте института. Но затем в баре случается убийство, и все работники являются подозреваемыми. Очнувшись, Бут понимает, что это был сон, и не узнает Кости, так как у него амнезия.    |            |                                                                                |                     |                                |                  |             |                     |